# Carlo Mezzi
Carlo Mezzi (Parma, 17 maggio 1938) è un ex calciatore italiano, di ruolo portiere.

## Carriera
Giocò in Serie A con il Bari.